# The Vandals
The Vandals är ett amerikanskt punkrockband från Huntington Beach, Kalifornien, grundat 1980. Bandet består av medlemmarna Joe Escalante, Dave Quackenbush, Warren Fitzgerald och Josh Freese. The Vandals är kända för att ha humoristiska inslag i sina låtar och de använder sig hellre av komik och sarkasm i sin musik än att försöka framföra budskap av mer seriös karaktär. Bandet hade flera byten av bandmedlemmar under 1980-talet, men har sedan 1990 bestått av samma fyra medlemmar, där Escalante är den enda som har varit med sedan starten.
Deras studioalbum är följande:
- When in Rome Do as the Vandals (1984)
- Slippery When Ill (1989)
- Fear of a Punk Planet (1990)
- Live Fast, Diarrhea (1995)
- The Quickening (1996)
- Oi to the World! (1996)
- Hitler Bad, Vandals Good (1998)
- Look What I Almost Stepped In... (2000)
- Internet Dating Superstuds (2002)
- Hollywood Potato Chip (2004)